# Atentados em Jolo em 2020
Os atentados em Jolo em 2020 ocorreram em 24 de agosto de 2020, quando insurgentes jihadistas do "Grupo Portador da Espada", mais conhecido como Abu Sayyaf, detonaram duas bombas em Jolo, Sulu, Filipinas, matando 14 pessoas e ferindo outras 75. A primeira explosão ocorreu quando o exército estava ajudando na realização dos esforços humanitários da COVID-19. A segunda explosão, um atentado suicida, foi realizado perto da Catedral de Nossa Senhora do Monte Carmelo, em Jolo. A mesma catedral foi bombardeada anteriormente em 2019, matando pelo menos 20 pessoas.

## Contexto
Por mais de três décadas, Abu Sayyaf tem lançado ataques terroristas em apoio à independência da província de Sulu das Filipinas. Sulu é principalmente muçulmana, enquanto as Filipinas como um todo são principalmente cristãs. Em 2004, eles realizaram o pior ataque terrorista da história das Filipinas, bombardeando uma balsa que matou 116 pessoas. Em 2016, eles juraram fidelidade ao Estado Islâmico. Eles são conhecidos por usar dispositivos explosivos improvisados e por sequestrar estrangeiros para obter resgate, especialmente na província de Sulu.
Em junho de 2020, quatro soldados filipinos que investigavam a presença de duas mulheres-bomba em Sulu foram mortos a tiros pela polícia durante um confronto. Em agosto de 2020, alguns dias antes do atentado, o governo filipino prendeu vários militantes pertencentes à organização Abu Sayyaf. As forças de segurança em Sulu estavam em alerta máximo devido ao temor de retaliação.

## Ataques
Em 24 de agosto de 2020, às 11:54, uma motocicleta-bomba colocada ao lado de um caminhão militar detonou em frente ao Paradise Food Plaza, no centro de Jolo, Sulu, matando seis soldados e alguns civis. A polícia e os militares responderam ao ataque. Cerca de uma hora depois, às 12:57, uma mulher-bomba se aproximou da área isolada e tentou entrar, mas quando foi parada por um soldado, ela detonou a bomba que carregava, matando a si mesma e ao soldado que a detinha, enquanto feriu seis policiais. A segunda explosão ocorreu a cerca de 100 metros de distância da primeira, em frente a uma agência do Banco de Desenvolvimento das Filipinas. No total, sete soldados, um policial e seis civis foram mortos; e 21 soldados, seis policiais e 48 civis ficaram feridos. O local do atentado foi próximo ao local dos atentados da Catedral de Jolo em 2019.

## Desfecho
No dia seguinte, o Estado Islâmico — Província da Ásia Oriental (mais conhecido como Abu Sayyaf) assumiu a responsabilidade pelo ataque. O governo acredita que o fabricante de bombas de Abu Sayyaf, Mundi Sawadjaan, criou as bombas e armou os atacantes. Todo o município de Sulu foi colocado em lockdown após as explosões.

## Reações
Imediatamente após os ataques, o porta-voz presidencial Harry Roque condenou os atentados, dizendo que "as autoridades agora estão conduzindo uma investigação, que inclui a identificação de indivíduos ou grupos por trás desses ataques covardes". O secretário de gabinete, Karlo Nograles, condenou os ataques "nos termos mais fortes possíveis" e disse que o terrorismo "não tem lugar em um mundo civilizado". Ele também afirmou que fará justiça aos que estão por trás do "ataque desumano".